# Her Luck in London
Her Luck in London è un film muto del 1914 diretto da Maurice Elvey.

## Produzione
Il film fu prodotto dalla British & Colonial Kinematograph Company.

## Distribuzione
Distribuito dall'Ashley, uscì nelle sale cinematografiche britanniche nel novembre 1914.